# Macrolobium archeri
Macrolobium archeri är en ärtväxtart som beskrevs av John Macqueen Cowan. Macrolobium archeri ingår i släktet Macrolobium och familjen ärtväxter. Inga underarter finns listade i Catalogue of Life.